# Isztimér
Isztimér (deutsch Ißzimmer) ist eine ungarische Gemeinde im Kreis Mór im Komitat Fejér. Zur Gemeinde gehört der südöstlich liegende Ortsteil Gúttamási. Ungefähr zehn Prozent der Bewohner zählen zur Volksgruppe der Ungarndeutschen.

## Geografische Lage
Isztimér liegt gut zwanzig Kilometer nordwestlich des Komitatssitzes Székesfehérvár und 11 Kilometer südlich der Kreisstadt Mór. Nachbargemeinden sind Balinka, Fehérvárcsurgó, Bakonykúti, Várpalota und Tés.

## Geschichte
Urkundliche Ersterwähnung fand der Ort im Jahr 1193. Isztimér wurde dem Rang eines Marktfleckens zugesprochen. Im Jahr 1907 gab es in der damaligen Kleingemeinde 276 Häuser und 1264 Einwohner auf einer Fläche von 8116 Katastraljochen.

## Politik
Isztimér unterhält seit 1998 eine deutsche Minderheitenselbstverwaltung.

### Gemeindepartnerschaften
- 1997 wurde mit der deutschen Gemeinde Krauchenwies ein offizieller Partnerschaftsvertrag unterzeichnet. Kontakte bestehen allerdings schon seit 1993 und werden intensiv durch wechselnde Besuche, beispielsweise der beiden Feuerwehren, gepflegt.[4]
- Eine weitere Partnerschaft besteht mit dem slowakischen Ort Modrany. Diese erinnert an die Umsiedlung aus dem Jahr 1948, als viele Familien von hier nach Isztimér umgesiedelt wurden.

## Kultur und Sehenswürdigkeiten
- Römisch-katholische Kirche Szent Anna, erbaut 1754 im barocken Stil, mit renovierten Fresken im Innenraum
- Römisch-katholische Kirche Keresztelő Szent János, erbaut 1811 (im Ortsteil Gúttamási)
- Statue des Heiligen Florian, erschaffen 1884 von János Szabó
- Kalvarienberg aus dem 18. Jahrhundert
- Dorfmuseum (Falumúzeum)
- Militärgeschichtliche Sammlung von Endre Jóba
- Weltkriegsdenkmal

## Ehrenbürger
- Heinz Schöllhammer, damals amtierender Bürgermeister der Partnergemeinde Krauchenwies wurde im Juni 1999 zum Ehrenbürger von Isztimér ernannt.[5]